# Siamon
Siamon est un roi de la XXIe dynastie, ayant régné vers 975 à 957 avant l'ère commune. Ses liens avec ses prédécesseurs et son successeur sont inconnus, toutefois, son règne semble être l'un des plus actifs de la période.

## Généalogie
Les origines de Siamon sont inconnues, mais il semble s'inscrire dans la lignée des rois tanites. Ainsi, il est possible qu'il soit tout simplement le fils de son deuxième prédécesseur Amenemopé.
La reine Karimala, « grande épouse royale » et « fille du roi », est donnée par Chris Bennett comme fille d'Osorkon l'ancien et épouse de Siamon ou de Psousennès II, avec une préférence pour Siamon. Cette théorie reste toutefois peu suivie, et l'ouvrage de synthèse de Frédéric Payraudeau ignore complètement cette reine.
Tout comme Siamon, les origines de Psousennès II sont inconnues, mais il semble lui aussi s'inscrire dans la lignée des rois tanites. Ainsi, il est possible qu'il soit tout simplement le fils de Siamon.

## Règne
Siamon a laissé plus de traces que ses prédécesseurs immédiats, indiquant un déploiement inédit d'activités à travers tout le pays depuis le règne de Psousennès Ier. Si rien n'est connu de ses origines, son nom amonien le rattache sans conteste à ses prédécesseurs (Amenemnesout, Amenemopet, Psousennès). Manéthon indique neuf ans de règne mais ceci est contredit par la documentation (stèle privée datée de l'an XVI à Memphis et deux inscriptions datées de l'an XVII à Karnak et Abydos) et une durée de dix-neuf ans est plus probable.
L'activité constructrice du roi se répartit sur toute la Basse-Égypte. À Tanis, il fonde le premier pylône du temple d'Amon, qu'il fait orner d'une paire d'obélisques certainement prélevés sur le site de Pi-Ramsès, et fait bâtir une enceinte pour le temple de Mout, son nom se trouve aussi sur des sphinx usurpés et des reliefs. À Memphis, le grand prêtre de Ptah Pépi B Netjerkhéperrê Méryptah (en) fait édifier au nom du roi une chapelle dédiée à Ptah et Amon maître du lapis-lazuli. Des blocs au nom du roi ont également été retrouvés à Héliopolis et Khatâna.
En Haute-Égypte, et particulièrement à Thèbes, si son nom est cité dans les inscriptions, il est difficile de savoir si cette activité est due à la volonté propre de Siamon ou s'il s'agit plutôt de celle du grand prêtre d'Amon, à savoir Pinedjem II jusqu'à l'an X et le fils de ce dernier Psousennès III après cette date. En l'an V, Pinedjem II fait inhumer son épouse Neskhons dans la tombe DB320 à Deir el-Bahari, épouse dont la succession fait l'objet en l'an VIII d'un décret oraculaire sur le Xe pylône du temple d'Amon à Karnak. C'est sous l'autorité de Pinedjem II qu'en l'an X est effectué le transfert des momies de Ramsès Ier, Séthi Ier et Ramsès II vers la tombe encore non localisée de la reine Ahmès-Inhapy. C'est sous le règne de Siamon que Maâtkarê, divine adoratrice d'Amon et fille de Pinedjem Ier meurt et que Hénouttaouy lui succède.
Son règne caractérise probablement le retour de l'Égypte sur la scène internationale : non seulement un, un relief découvert à Tanis montre le roi massacrant des ennemis à l'allure égéenne (probablement des Philistins), mais aussi Nimlot, frère d'Osorkon l'ancien, qui a mené une expédition dans le pays du dieu, qui est probablement à situer au Levant. Enfin, la Bible indique (I Rois, 9, 6) que Pharaon a pris la ville de Gezer pour l'offrir en dot à sa fille qui devait épouser Salomon ; si la véracité du récit est difficile à établir, la chronologie d'un tel évènement indiquerait le règne de Siamon ou de son successeur Psousennès II.

## Sépulture
On ignore où précisément se trouve sa première sépulture. Il faut probablement la situer à Tanis car on y a retrouvé une nécropole royale contemporaine et des éléments significatifs du viatique funéraire du roi ont été découverts dans l'antichambre du tombeau de Psousennès Ier en compagnie de celles de deux autres rois réinhumés dans cette même pièce.
Le tombeau de Psousennès Ier est la troisième tombe découverte par la mission conduite par le Pr. Pierre Montet. Elle est mise au jour le 15 mars 1939.
L'Antichambre est la première pièce du tombeau de Psousennès Ier. Elle a été transformée en cachette royale a une date imprécise mais que l'on situe à la XXIIe dynastie, en raison de l'inhumation la plus récente qui est celle de Sheshonq II.
Contenant trois sépultures secondaires de personnages royaux dont les sarcophages royaux ont été installés sur une estrade constituée de blocs de granite remployés, le sarcophage de Sheshonq II est alors le seul identifiable du premier coup en raison de son bon état de conservation. L'identification des deux autres compagnons royaux de Sheshonq ne fut possible qu'une fois étudié le mobilier restant de leurs viatiques funéraires trouvé sur les restes des momies royales et devant chacune d'entre elles au bas de l'estrade.
Certains égyptologues, dont Bill Manley, avancent donc que l'une des deux momies complètement décomposées qui encadraient celle de Sheshonq, serait la dépouille de Siamon.
Cette proposition est fondée sur la découverte d'ouchebtis trouvés avec les momies de l’antichambre de Psousennès et dont certains portaient en effet le nom de Siamon,.
La momie du roi était contenue dans un sarcophage en bois doré, disparu depuis longtemps avec les siècles et l'humidité ambiante. Seuls subsistaient les ornements en bronze qui formaient notamment les yeux et l’uræus du sarcophage, ainsi que des débris de feuilles d'or retrouvés sur place et quelques bijoux prophylactiques épargnés lors du premier pillage dont le sarcophage a été victime avant de reposer en sécurité dans l'antichambre du caveau de Psousennès.
Voici la relation de la découverte des objets et de l’identification de ces restes par Pierre Montet :
« J’ai fait des photos, copie de textes etc. et fini de récolter les ouchebtis dans le tombeau. La momie à gauche est celle de Siamon !

C’est donc bien une cachette. On a retiré les momies royales de leurs tombeaux respectifs, pour les mettre en sûreté chez Psousennès. »
Désagrégée avec le temps et les mauvaises conditions de conservation du sol tanite, la momie du roi placée à la gauche de Sheshonq comportait encore un scarabée de cœur.
Devant l'estrade, outre les ouchebtis aux noms des rois, leurs vases canopes ont été également découverts.
Ainsi, si le tombeau original du roi est donc pour le moment perdu, sa momie a été découverte à Tanis, mise à l'abri des pillards par les prêtres égyptiens.

## Siamon et Salomon
Siamon est parfois identifié au Pharaon de la Bible qui serait contemporain des rois David et Salomon.
Selon la Bible, le roi David envahit le royaume d'Édom et contraint son roi, Had(d)ad, à prendre la fuite. Celui-ci arrive alors en Égypte, où le pharaon l'accueille et lui donne une maison, pourvoit à sa subsistance, et lui accorde des terres. Pharaon lui donne aussi en mariage une princesse égyptienne, la sœur de sa femme, la sœur de la reine Thachpenès. De cette union naît un fils, Genoubath (ou Guenubath), qui est élevé à la cour de Pharaon, au milieu des enfants de celui-ci. À la mort de David, vers 970 av. J.-C., et de Joab, chef de l'armée de David et responsable du massacre sur son peuple, Hadad dit à Pharaon : « Laisse-moi aller dans mon pays. » Pharaon lui dit : « Que te manque-t-il auprès de moi, pour que tu désires aller dans ton pays ? ». Il répond : « Rien, mais laisse-moi partir. » Hadad reprend alors son royaume, sous la protection des Égyptiens.
Entretemps, Salomon a succédé à son père David comme roi d’Israël, et il va régner de -970 à -931. Le pharaon passe également une alliance avec lui, qui se concrétise de nouveau par un mariage de cet autre roi avec une autre princesse égyptienne, union matrimoniale "diplomatique" et de bon voisinage que les successeurs de Siamon semblent avoir pérennisée par la suite, peut-être Psousennès II, mais plus sûrement Sheshonq Ier.